# Susanna Parigi
Pour les articles homonymes, voir Parigi.
Susanna Parigi, née le 20 juillet 1961 à Florence et morte le 18 décembre 2023 à Milan, est une chanteuse, autrice et pianiste italienne.

## Biographie

### Jeunesse
Susanna Parigi naît le 20 juillet 1961 à Florence.
Après avoir obtenu son diplôme de piano au Conservatoire Cherubini de Florence, elle étudie le chant moderne à Rome, l'opéra à Bologne et le jazz à Milan. 

### Carrière
Ses premières chansons sont découvertes par le manager Micocci Vincenzo, qui lui offre un contrat avec le label It. Son premier titre, 45 tours intitulé Un anneau de fumée, remporte le premier prix en tant que chanteur dans la série télévisée italienne La fabbrica dei sogni (L'Usine à rêves) sur la chaîne RAI 3.
Susanna Parigi travaille comme pianiste en tournée avec Greg Brown et Riccardo Cocciante et en tant que pianiste, chanteur et accordéoniste avec Claudio Baglioni et Raf.
Dans son parcours, elle commence à chanter pour les droits des femmes puis se consacre à l'écriture de nouveaux titres. Son premier album éponyme,  Susanna Parigi, sort en 1995. Pour son deuxième album, Scomposta (1999), Susanna travaille avec Kaballà (it).
En 2000, sa chanson Tre Passi indietro remporte le premier prix et un « prix spécial pour la meilleure composition » au Festival International de la Chanson, qui a lieu en Suisse. 
En 2003, Susanna Parigi est aussi  finaliste au Festival della Canzone d'Autore à Recanati.
Le troisième album, Indifferenze (2005), contient entre autres choses une chanson sur une musique composée par Pat Metheny. Participent également Tony Levin, Sofia Symphony Orchestra, et bien entendu des musiciens italiens, ainsi que le philosophe Umberto Galimberti. L'illustration de la pochette de l'album est une photographie de Sebastião Salgado. L'album est présenté à Milan, Florence et Bologne.  
Un nouvel album sort en 2009, intitulé L'insulto delle parole (L'Insulte des mots). Un clip vidéo contient des interviews avec des écrivains et des artistes italiens. Le thème principal est une réflexion sur l'utilisation du langage et sur la manipulation du vocabulaire, où le changement de nom des choses en gardant les choses comme elles sont, ou à l'inverse le changement de choses en gardant le même nom devient, selon l'auteur, une insulte quotidienne.
L'album La lingua segreta delle donne sort en 2011, pour le label Promomusic. Elle y collabore avec des personnalités importantes du monde de la culture, comme Lella Costa (qui a joué dans Liquida, le morceau d'ouverture du disque), Pamela Villoresi, Ottavia Piccolo, Teresa De Sio, Gianna Schelotto (qui a participé à des conférences et des déclarations vidéo), Ferruccio Spinetti (coauteur de la chanson Il suono e l'invisibile), l'Arkà String Quartet (participant à la chanson Una certa esaltazione di vivere) et Kaballà (coauteur de certaines chansons). 
Par la suite, elle enseigne au Conservatoire Bonporti de Trente.

### Mort
Susanna Parigi meurt  le 18 décembre 2023 à Milan à l'âge de 62 ans.

## Discographie

### Albums
- Susanna Parigi (album)|Susanna Parigi (Five Record|RTI Music - 1995)
- Scomposta (Carisch - 1999)
- In differenze (Sette Ottavi - 2004)
- L'insulto delle parole (Promo Music - Corvino Meda Editore 2009)
- La lingua segreta delle donne (Promo Music - 2011)

### Single
- 1987 : Un anello di fumo/Donne e motori (It (casa discografica)|IT IT 423)

### Inédit
- 2001 : Terra rossa (chanson avec laquelle elle a remporté le prix international Myrta-Gabardi)
- 2002 : Dal cielo invisibile scende in forma di suono la pena d'acqua (une chanson éditée sur New Age magazine n°115 mai 2002)
- 2006 : La canzone dei vecchi amanti (avec Kaballà, uniquement disponible sur le DVD Indifferenze, une version différente de la version album L'insulto delle parole)
- 2006 : Qualcosa che ci sfugge (disponible uniquement sur DVD Indifferenze)
- 2008 : Silent Night (publié dans l'album Cher Père Noël, dont les bénéfices ont été utilisés pour donner des bornes informatiques pour les services de soins de longue durée pédiatriques)

## Poésie
- 2010 : un poème de Susanna Parigi a été publié dans le livre Calpestare l'Oblio. Poeti italiani contro la Minaccia incostituzionale, par la resistenza della memoria repubblicana, éditions Marte, janvier 2010